# Vlado Milunić
Vlado Milunić (Zagabria, 3 marzo 1941 – 17 settembre 2022) è stato un architetto ceco di origine croata.

## Biografia
Visse e insegnò nella Repubblica Ceca, a Praga, presso l'Università Tecnica Ceca.
Divenne principalmente conosciuto per la sua lunga collaborazione con Frank Gehry, con il quale aveva progettato la famosa Casa danzante (Tančící dům in ceco) a Praga. Costruita tra il 1994 e il 1996, è una delle sue opere più celebri.

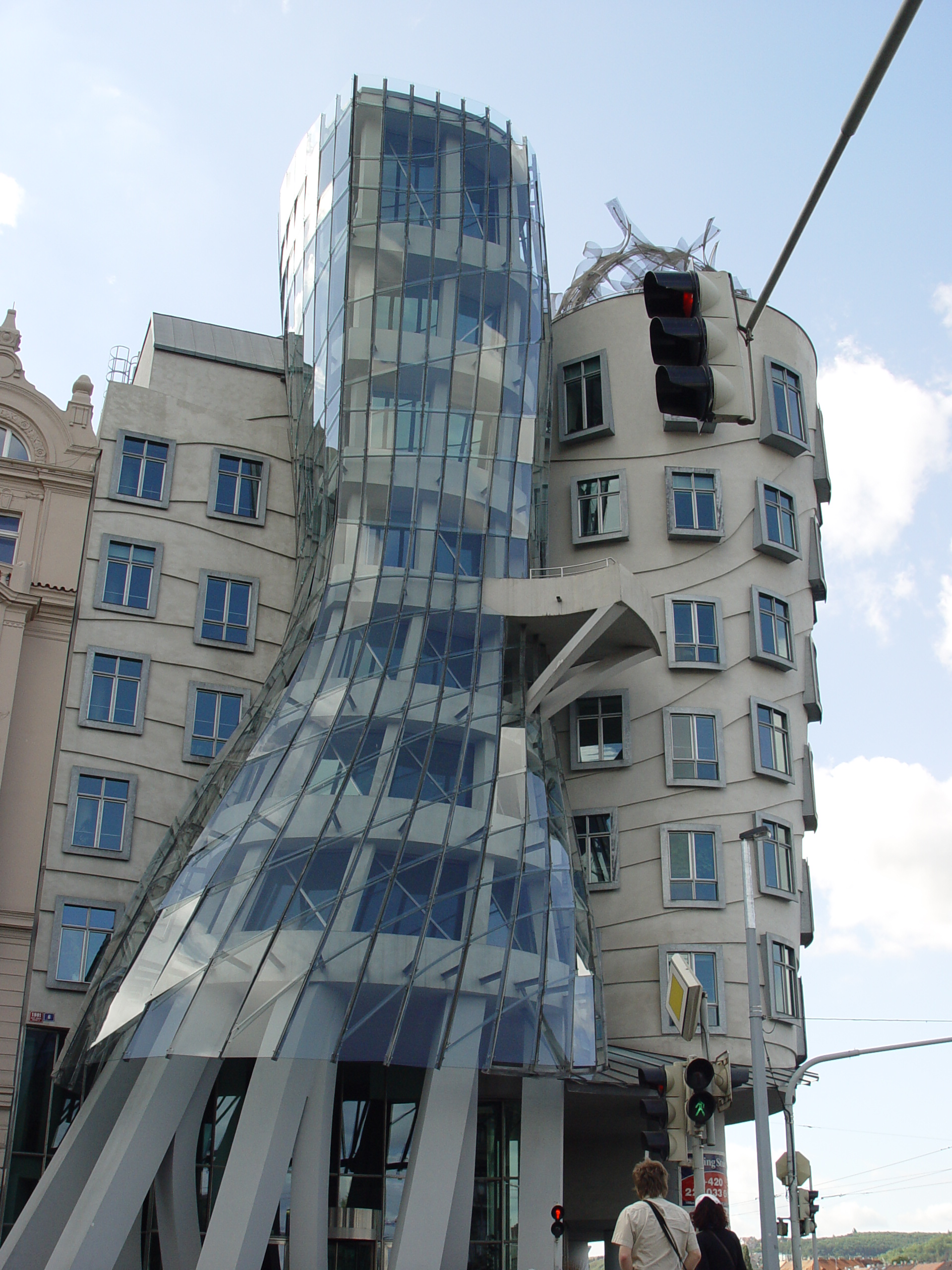
La Casa danzante, la più celebre opera di Milunić

Durante un'intervista affermò: «Sono un architetto ceco, perché mi sono laureato in una università ceca. Ma non sono ceco, sebbene io abbia la cittadinanza ceca. Io sono jugoslavo, questo mi sento, anche se la Jugoslavia non esiste più. Inoltre sono un praghese, perché Praga è la mia casa».
Oltre alla professione di professore all'Università Tecnica Ceca di Praga, possedeva un proprio atelier d'architettura sempre nella capitale ceca.